# Kim, Colorado
Kim är en kommun (town) i Las Animas County i Colorado. Orten har fått namn efter huvudpersonen i Rudyard Kiplings roman Kim. Vid 2010 års folkräkning hade Kim 74 invånare.